# Маруанцетра
Маруанцетра (малаг. Maroantsetra) — коммуна и морской порт на Мадагаскаре, расположенный на берегу бухты Антунгила, в районе Аналанджируфу в провинции Туамасина. Основан во второй половине XVIII века бежавшим из России словацким авантюристом Морицем Бенёвским.
В Маруанцетра находится главный вход в национальный парк «Масуала» и национальный парк «Нуси-Мангабе». В городе расположена администрация парка.
Попасть в город можно самолетом либо по морю. Существуют регулярные авиарейсы в Туамасина и Антананариву. Национальная трасса 5 тянется на юг вдоль берега к Мананара и Туамасина, но представляет собой не более лесной тропы на большей протяженности своего пути и часто непроходима. С севера и запада дорог к городу нет.